# Jan Svatonský
Jan Svatonský (* 12. květen 1984) je český fotbalový útočník či ofenzivní záložník. V současnosti hraje za divizní celek 1.BFK Frýdlant n/Ost..

## Kariéra
Odchovanec FC Baník Ostrava se v roce 2006 dostal do 1. mužstva, zde však odehrál pouze 2 utkání a odešel hostovat do Jakubčovice Fotbal. Po konce smlouvy v roce 2007 podepsal Duklu Praha, s níž v sezoně 2010-2011 vybojoval postup do nejvyšší soutěže.